# Laurie Berthon
Laurie Berthon (Lyon, 26 augustus 1991) is een Frans wielrenster. 

## Palmares

### Baanwielrennen
| Jaar        | FK                                                            | EK                   | WK         | Overig                                                                                 |
| Als junior  | Als junior                                                    | Als junior           | Als junior | Als junior                                                                             |
| ----------- | ------------------------------------------------------------- | -------------------- | ---------- | -------------------------------------------------------------------------------------- |
| 2009        |                                                               | ploegsprint · sprint |            |                                                                                        |
| Als belofte |                                                               |                      |            |                                                                                        |
| 2012        |                                                               | omnium scratch       |            |                                                                                        |
| 2013        |                                                               | omnium scratch       |            |                                                                                        |
| Als elite   |                                                               |                      |            |                                                                                        |
| 2012        | puntenkoers ploegsprint scratch · omnium ploegenachtervolging |                      |            |                                                                                        |
| 2013        | omnium scratch · puntenkoers                                  |                      |            | Fenioux: scratch                                                                       |
| 2014        | omnium · puntenkoers                                          | scratch              |            | Kuala Lumpur: omnium, Genchen: scratch Fiorenzuola: scratch Fenioux: scratch en sprint |
| 2015        | omnium · achtervolging                                        |                      |            | Fenioux: omnium Roubaix: omnium Andia: onmium                                          |
| 2016        | puntenkoers                                                   | afvalling            | omnium     | Andia: scratch                                                                         |